# Giovanni Civili
Giovanni Civili (Livorno, 17 novembre 1919 – Livorno, 7 gennaio 1986) è stato un calciatore italiano, di ruolo interno.

## Carriera
Esordì in Serie A nelle file del Livorno il 2 marzo 1941 disputando l'incontro Lazio-Livorno conclusosi con la vittoria della squadra laziale con il risultato di 1 a 0.
Nel 1942 si trasferisce al Siena, dove rimane in prestito fino al 1945; rientrato al Livorno, viene posto in lista di trasferimento e si trasferisce alla Pistoiese. Ottiene poi due promozioni consecutive dalla Serie C alla Serie A con l'Udinese, prima di chiudere la carriera nelle serie minori.

## Palmarès

### Club

#### Competizioni nazionali
- Serie C: 1

Udinese: 1948-1949